# La Coudre (Deux-Sèvres)
Pour les articles homonymes, voir La Coudre.
La Coudre est une ancienne commune de l'Ouest de la France, située dans le département des Deux-Sèvres en région Nouvelle-Aquitaine, devenue le 1er janvier 2016 une commune déléguée au sein de la commune nouvelle d'Argentonnay.

## Politique et administration
| Période | Période | Identité                       | Étiquette | Qualité            |
| ------- | ------- | ------------------------------ | --------- | ------------------ |
| 1798    | 1799    | Pierre Lacour                  |           |                    |
| 1800    | 1808    | Pierre Audigier                |           |                    |
| 1808    | 1831    | Joseph Richeteau de Villejames |           |                    |
| 1831    | 1834    | Pierre Potier                  |           |                    |
| 1834    | 1835    | René Savarit                   |           |                    |
| 1835    | 1870    | Jean Tranchet                  |           |                    |
| 1870    | 1871    | Alexis Courjault               |           |                    |
| 1871    | 1874    | Émile Papot                    |           |                    |
| 1874    | 1878    | Eugène Graveleau               |           |                    |
| 1878    | 1881    | Alexandre Papot                |           |                    |
| 1881    | 1907    | Octave Monnier                 |           |                    |
| 1907    | 1929    | Louis Monnier                  |           |                    |
| 1929    | 1965    | Marc Monnier                   |           |                    |
| 1965    | 1990    | Henri Monnier                  |           |                    |
| 1990    | 2015    | Robert Girault                 | DVD       | Conseiller général |

## Démographie
À partir du XXIe siècle, les recensements réels des communes de moins de 10 000 habitants ont lieu tous les cinq ans. Pour La Coudre, cela correspond à 2008, 2013, 2018, etc. Les autres dates de « recensements » (2006, 2009, etc.) sont des estimations légales.
| 1793 | 1800 | 1806 | 1821 | 1831 | 1836 | 1841 | 1846 | 1851 |
| ---- | ---- | ---- | ---- | ---- | ---- | ---- | ---- | ---- |
| 200  | 157  | 151  | 232  | 188  | 242  | 265  | 269  | 251  |

| 1856 | 1861 | 1866 | 1872 | 1876 | 1881 | 1886 | 1891 | 1896 |
| ---- | ---- | ---- | ---- | ---- | ---- | ---- | ---- | ---- |
| 231  | 230  | 250  | 253  | 296  | 289  | 318  | 337  | 323  |

| 1901 | 1906 | 1911 | 1921 | 1926 | 1931 | 1936 | 1946 | 1954 |
| ---- | ---- | ---- | ---- | ---- | ---- | ---- | ---- | ---- |
| 321  | 308  | 292  | 270  | 262  | 266  | 256  | 261  | 243  |

| 1962 | 1968 | 1975 | 1982 | 1990 | 1999 | 2008 | 2013 | - |
| ---- | ---- | ---- | ---- | ---- | ---- | ---- | ---- | - |
| 231  | 223  | 199  | 190  | 190  | 189  | 229  | 242  | - |

## Lieux et monuments
- Château de la Coindrie, fin XIXe siècle.
- Église Saint-Hilaire de La Coudre.